# Le Botanique
Pour les articles homonymes, voir Botanique (homonymie).
Vous pouvez aider à l'améliorer ou bien discuter des problèmes sur sa page de discussion.
- Il ne cite pas suffisamment ses sources. Vous pouvez indiquer les passages à sourcer avec {{référence nécessaire}} ou {{Référence souhaitée}}, et inclure les références utiles en les liant aux notes de bas de page. (Marqué depuis mars 2021)
- Il contient une ou plusieurs listes. Le texte gagnerait à être rédigé sous la forme d’un ou plusieurs paragraphes synthétiques, afin d’être plus agréable à lire. (Marqué depuis août 2022)

- Archive Wikiwix
- Bing
- Cairn
- DuckDuckGo
- E. Universalis
- Gallica
- Google
- G. Books
- G. News
- G. Scholar
- Persée
- Qwant
- (zh) Baidu
- (ru) Yandex
- (wd) trouver des œuvres sur Wikidata

Le Centre culturel de la Fédération Wallonie-Bruxelles « Le Botanique », ou plus simplement Botanique, ou Le Bota est un complexe culturel bruxellois ouvert le 23 janvier 1984 dans le site classé de l'ancien jardin botanique de Bruxelles qui avait été inauguré le 1er septembre 1829.
Il est situé rue Royale, sur la commune de Saint-Josse-ten-Noode.
Il a longtemps proposé une programmation variée (danse, musique, théâtre, arts plastiques, cinéma).
Il est aujourd'hui spécialisé dans les concerts, dont le festival Les Nuits Botanique au printemps, ainsi que dans les expositions d'arts plastiques et de photographie.
En plus de ses trois salles de spectacle (L'Orangerie, La Rotonde et le Witloof Bar) et de ses salles d'expositions (Le Museum et La Galerie), Le Botanique a également la possibilité d'organiser certains concerts dans un chapiteau lors des Nuits Botanique ainsi que dans des lieux extérieurs tel que Bozar, l'Église Royale Notre-Dame de Laeken ou Les Halles de Schaerbeek.

## Les salles

### L'Orangerie
Salle d'une capacité de 650 places debout, 300 assises, elle accueille principalement, comme les autres salles, des concerts de musiques actuelles (rock, hip-hop, chanson française, folk, pop). De façon moins régulière, sa configuration assise permet également l'organisation de pièces de théâtre, de danses, de colloques ou de projections cinématographiques.
Ont notamment joué dans cette salle :
- Oasis
- Jeff Buckley
- Joe Strummer
- Muse
- Stromae
- Prince
- Billie Eilish
- Placebo

### La Rotonde
La Rotonde est une salle plus intimiste que l'Orangerie. Elle est située sous la coupole centrale du bâtiment. Bien qu'elle soit principalement utilisée pour l'organisation de concerts de tout genre, elle peut également abriter des soirées littéraires, des pièces de théâtre ou des projections cinématographiques. Cette salle a une capacité de 150 places assises et 300 places debout.
Ont notamment joué dans cette salle :
- Elliott Smith
- Arctic Monkeys
- The xx
- The War on Drugs
- Girls in Hawaii
- Franz Ferdinand
- Angèle

### LeWitloofBar
Récemment réarrangé, le Witloof Bar sert également de salle de concert. Elle permet de placer 200 personnes debout et 100 assises. Historiquement, c'est dans cette salle que fut inventé le chicon (ou endive en français), d'où son nom (Witloof est le nom néerlandais du chicon). C'est dans cette cave voûtée aux allures de café-théâtre que Marion a organisé, pendant près de vingt ans et plus de cinq cents soirées de bonheur partagé avec les artistes, ses incontournables Lundi-Théâtre.
Ont notamment joué dans cette salle :
- The Libertines
- dEUS
- Tame Impala
- Mac DeMarco
- London Grammar
- Alt-J

### Le Musée
Dans la plus belle salle du complexe sont présentées des expositions d'envergure.
- Dubuffet
- William Klein
- Joel Meyerowitz
- Marie-Jo Lafontaine
- Ernest Pignon-Ernest

Durant Les Nuits Botanique, le Musée se transforme en une salle de concert appelée "Grand Salon", où se déroule des concerts intimistes. Le public s'y retrouve au plus proche de l'artiste.

### La Galerie
Situé au-dessus du café Bota, ce second espace d'expositions accueille souvent de jeunes artistes, principalement de la Fédération Wallonie-Bruxelles.
- Kikie Crêvecœur
- Stéphanie Roland...

### Le Chapiteau
Lors du festival Les Nuits Botanique, un chapiteau d'une capacité de 1.500 places est installé dans le parc situé en face du bâtiment.
Ont notamment joué dans cette salle :
- Moby
- Jane Birkin
- The Smashing Pumpkins
- Arno
- Justice
- Charlotte Gainsbourg

### Le Cirque Royal
Cette salle de grande capacité (environ 2 000 personnes) peut être utilisée sous de multiples configurations. Classiquement, la salle est assise et la fosse est debout. La salle a été gérée de 1999 à 2017 par le Centre culturel de la Fédération Wallonie-Bruxelles, Le Botanique. Lieu très populaire de la vie culturelle bruxelloise, le Cirque Royal est désormais la propriété de la Ville de Bruxelles.
Ont notamment joué dans cette salle, via Le Botanique :
- Björk
- Lou Reed
- Arcade Fire
- Sigur Rós
- Alain Bashung
- Jeanne Moreau

## Directeurs
- 1984-1988 : Jean-Pierre Hubert
- 1988-1991 : Jacques Deck
- 1991-2006 : Georges Dumortier
- 2007-2018 : Annie Valentini
- 2018-2023 : Paul-Henri Wauters
- Depuis 2023 : Frédéric Maréchal

## Accès
Le Botanique est situé à côté de :
- La station de métro Botanique (lignes 2 et 6)
- L'arrêt de tram Botanique (lignes 92 et 93)
- L'arrêt de bus Botanique (ligne 61)

Se trouvent également à proximité, la gare du Nord et la gare de Congrès.

## Galerie de photographies

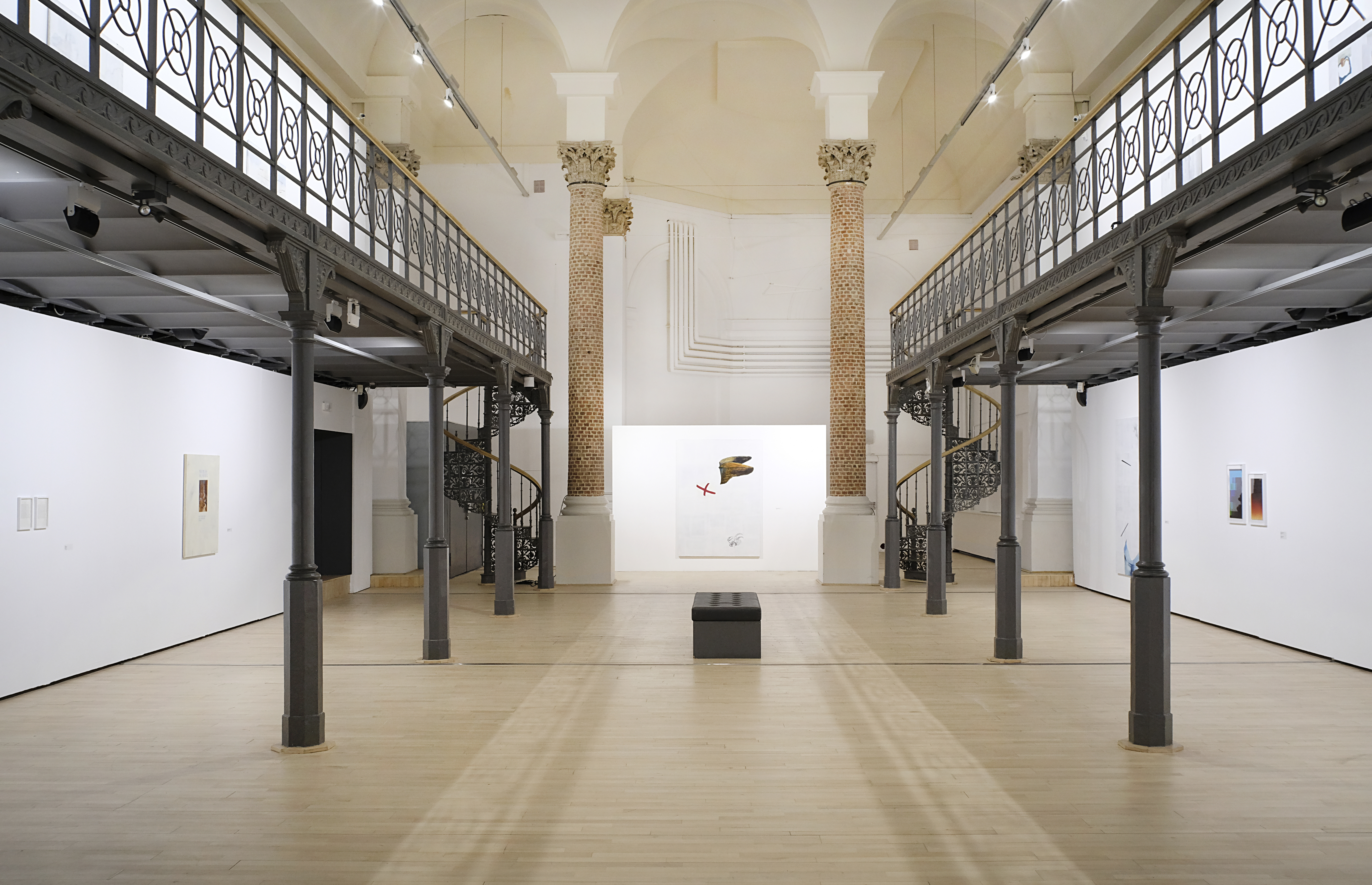
Le Musée du Botanique.
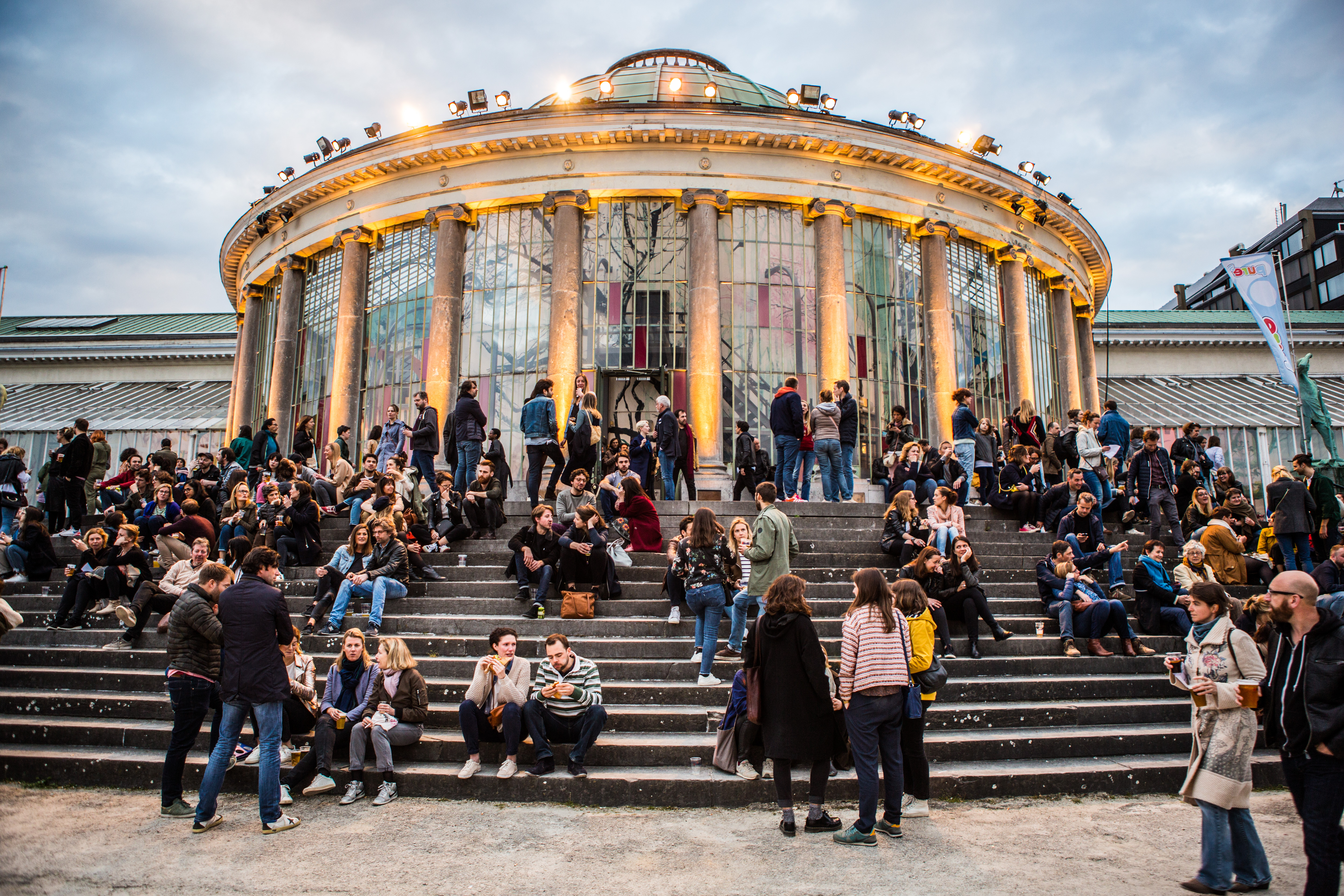
Les Nuits Botanique.
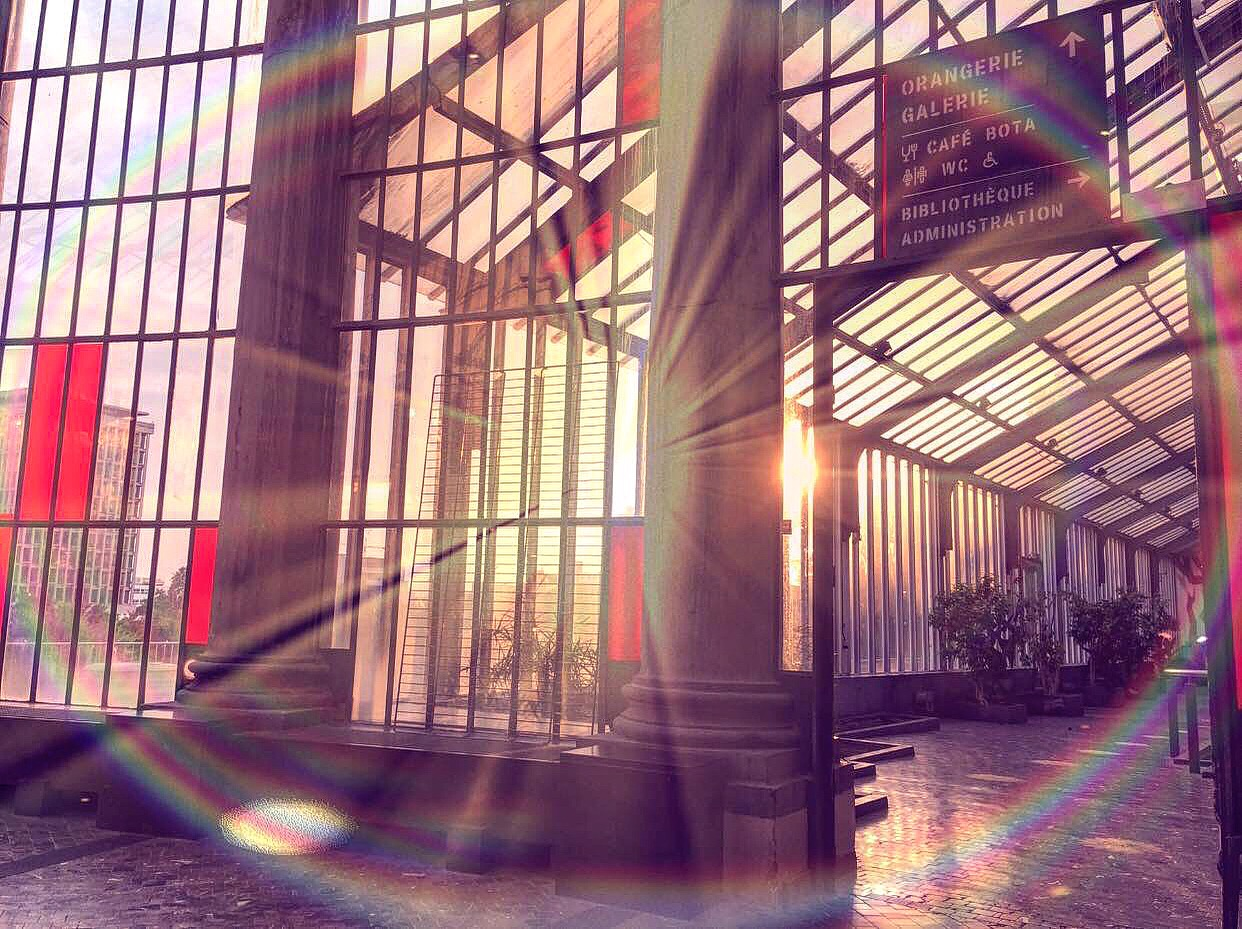
Les serres du Botanique.

## Le Botanique  dans les arts

### Bande dessinée
Le Botanique est représenté, page 36, dans l'album Le Dernier Pharaon, paru en 2019, de la série Blake et Mortimer, scénarisé par Jaco Van Dormael, Thomas Gunzig et François Schuiten, dessiné par ce dernier et colorisé par Laurent Durieux ; dans une case où le personnage du professeur Philip Mortimer, affaibli mais aidé et guidé par une bande d'adolescents, progresse dans un Bruxelles dévasté par un cataclysme et évacué de la majeure partie de sa population : des arbres ont poussé à travers la verrière du bâtiment.